# Черенковське випромінювання

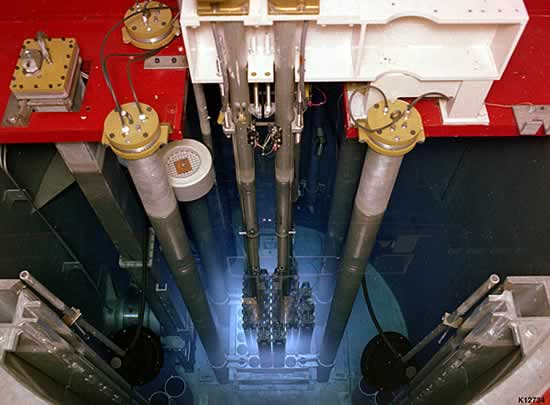
Блакитне світіння черенковського випромінювання в ядерному реакторі

Анімація випромінювання Вавілова-Черенкова

Черенко́вське випромі́нювання — випромінювання електромагнітних хвиль зарядженою часткою, яка рухається у середовищі зі швидкістю більшою за фазову швидкість поширення світла в цьому середовищі.
Випромінювання назване на честь Павла Черенкова, який отримав за його відкриття Нобелівську премію з фізики у 1958 разом із Іллею Франком та Ігорем Таммом, які дали теоретичне пояснення цього ефекту. Науковий керівник Черенкова С. І. Вавілов на той час уже помер, тож, хоча його заслуга у відкритті ефекту дуже велика, він не став Нобелівським лауреатом. В науковій літературі черенковське випромінювання іноді називають випромінюванням Вавілова-Черенкова.
Черенковським випромінюванням пояснюється слабеньке голубувате світіння радіоактивних речовин.

## Механізм і геометрія випромінювання
Теорія відносності говорить: жодне матеріальне тіло, включаючи швидкі елементарні частинки високих енергій, не може рухатися зі швидкістю, що перевищує швидкість світла у вакуумі. Але швидкості руху світла у прозорих середовищах це обмеження не стосується. У склі або у воді, наприклад, світло поширюється зі швидкістю, яка складає 60–70 % від швидкості світла у вакуумі, і ніщо не заважає швидкій частці (наприклад, протона або електрона) рухатися швидше світла у такому середовищі.
За своєю природою формування черенковського випромінювання схоже на формування ударної хвилі, яка виникає на поверхні конуса Маха, коли літак подолав звуковий бар'єр.
Частинка, яка рухається зі швидкістю {\displaystyle v>c/n\,}, де c — швидкість світла у вакуумі, а n — показник заломлення середовища, випромінює під кутом, який визначається формулою
{\displaystyle \cos \theta ={\frac {c}{vn}}}.
Цей кут дещо різний для променів різної частоти завдяки дисперсії світла.
Інтенсивність випромінювання в спектральному проміжку
{\displaystyle d\omega } визначається формулою
{\displaystyle dF={\frac {e^{2}}{c^{2}}}\left(1-{\frac {c^{2}}{v^{2}n^{2}}}\right)\omega d\omega },
де e — елементарний заряд.
Випромінювання утворює конус з вершиною, спрямованою у напрямку руху частинки. Кут при вершині конуса залежить від швидкості частинки і від швидкості світла в середовищі. Це як раз і робить випромінювання Черенкова надзвичайно корисним з точки зору фізики елементарних частинок, оскільки, визначивши кут при вершині конуса, можна розрахувати по ньому швидкість частки.

## Історія
У 1934 р. Павло Черенков проводив у лабораторії Сергія Вавілова дослідження люмінесценції рідин під впливом гамма-випромінювання і виявив слабке блакитне світіння, викликане швидкими електронами, вибитими з атомів середовища гамма-випромінюванням. Пізніше з'ясувалося, що ці електрони рухалися зі швидкістю вище швидкості світла у середовищі.
Вже перші експерименти Черенкова, зроблені за ініціативою С. І. Вавілова, виявили ряд характерних особливостей випромінювання: світіння спостерігалося у всіх чистих прозорих рідинах, причому яскравість мало залежала від їх хімічного складу, випромінювання мало поляризацію з переважною орієнтацією електричного вектора вздовж напрямку первинного пучка, при цьому на відміну від люмінесценції не спостерігається ні температурного, ні домішкового гасіння. На підставі цих даних Вавілов стверджував, що виявлене явище — не люмінесценція рідини, а світло випромінюють швидкі електрони, що рухаються у ній.
Теоретичне пояснення явища було дано І. Таммом і І. Франком у 1937 році.
У 1958 році Черенков, Тамм і Франк були нагороджені Нобелівською премією з фізики «за відкриття і тлумачення ефекту Черенкова». Манні Сігбан з Шведської королівської академії наук у своїй промові зазначив, що «відкриття явища, нині відомого як ефект Черенкова, є цікавим прикладом того, як відносно просте фізичне спостереження при правильному підході може привести до важливих відкриттів і прокласти нові шляхи для подальших досліджень».